# Муром
Му́ром — город во Владимирской области России. Административный центр городского округа Муром и Муромского района (в состав района не входит).
Один из древнейших городов России, Муром расположен на левом берегу реки Оки, в 137 км от Владимира, на границе с Нижегородской областью. Крупный железнодорожный узел на Горьковской железной дороге на линии Москва — Казань.

## Этимология
Считается, что название города происходит от финно-угорского племени мурома, которое впервые упоминается в «Повести временных лет» в недатированной части летописи до призвания варягов. Не исключена и обратная зависимость. Этимология слова мурома неизвестна. В этом регионе много аналогичной гидронимии: река Муромка, озеро Муромское, Муромская Лука, ручей Муромец, Мурма и др. Так, гидроним Мурма объясняется из литовского murmėti «ворчать, урчать, журчать». Возможно, по-марийски мурома — «место пения, веселья».
По Владимиру Далю, название города происходит от слова муром, муромь — «полива, глазурь, стекловатая оболочка на гончарной посуде, на изразцах, из глёта и оловянного пепла».
Название города упоминается в скандинавских сагах XIII века как др.-сканд. Móramar. Судя по фонетическим закономерностям волжско-финских языков, эта форма зафиксировала более древнее состояние слова, чем др.-рус. Муромъ. По тем же причинам, упомянутое в «Повести временных лет» слово мурома скорее всего является древнерусским образованием от названия города. Древнейшую форму этнонима — *morama — В. С. Кулешов сравнивает с названием племени меря, которое, в свою очередь, заимствовано из балтийского источника.

## История
Финно-угорское племя мурома обитало на этих землях с начала I тысячелетия н. э. По одним предположениям, мурома произошли от племен предшествовавшей городецкой культуры, по другим — пришли сюда из Приуралья.

### Древнерусский период

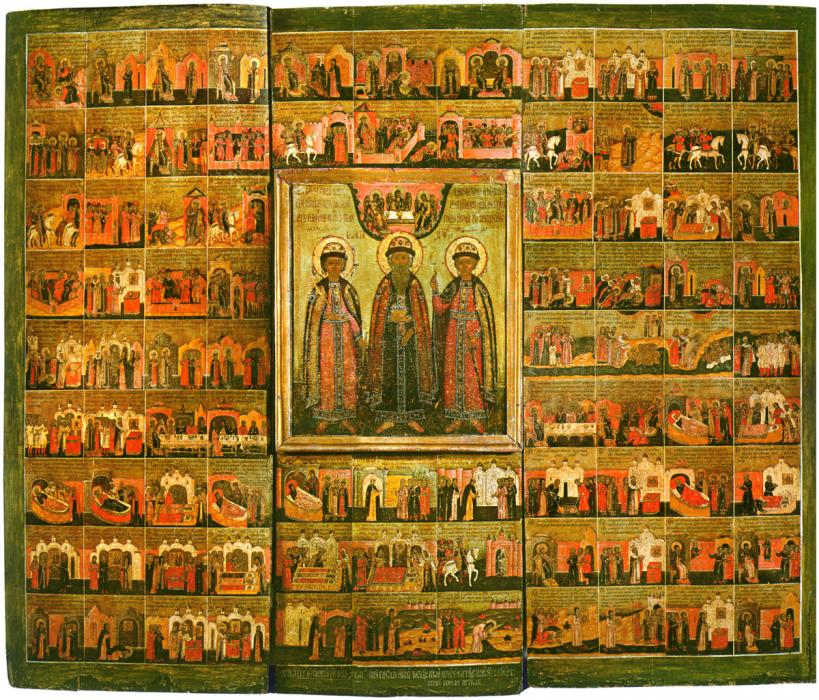
Икона крестителей Мурома — князя Константина и чад его Михаила и Феодора (иконописец Александр Казанцев)

Муром впервые упомянут в «Повести временных лет» под 862 годом среди городов, подвластных князю Рюрику после призвания варягов. Согласно археологическим датировкам славянские племена появились здесь не ранее второй половины X века, когда и возник город.
На территории муромского кремля, расположенного в центральной части города, по данным археологических раскопок, с X века фиксируются деревянные мостовые и остатки деревянных построек, носящие следы усадебной застройки, напластования дорусского (муромского) поселения в этой части города не были выявлены. В восточной части Кремлёвской горы самый ранний горизонт раскопа, относящийся к Х — началу XI века, был представлен исключительно лепной муромской керамикой. Выше него лежали слои, типичные для древнерусской эпохи. Древнерусское селище Кожевники и муромо-славянское Пятницкое селище в черту дославянского Мурома не входили. Топография Николо-Набережного селища, Кремлёвской и Богатырёвой гор, разделённых естественными преградами, говорит о некоем конгломерате с центром на Кремлёвской горе. В 1868 году на территории бывшего Муромского кремля, в нескольких десятках метрах от Богородицкого собора, был обнаружен один из самых больших в Восточной Европе кладов куфических монет — более 10 тыс. монет весом свыше 41 кг. Время чеканки монет датируется 715—935 годами. На территории муромского кремля в 1873 году обнаружено языческое капище, схожее по описанию с городецким святилищем на Северном мысу городища Старая Рязань и с рязано-окским святилищем на Шатрищенском могильнике.
Первым удельным муромским князем считается Глеб Владимирович (1013—1015 гг.). В 1088 году город подвергся захвату со стороны волжских булгар.
В 1096 году Муром стал объектом междоусобной Муромской войны — похода князя Олега Святославича против сына Владимира Мономаха Изяслава, ранее занявшего принадлежащий Олегу Муром. В итоге произошедшей у стен Мурома битвы войска Изяслава были разбиты, а сам он погиб.

### Муромское княжество
В 1127 году черниговский князь Ярослав Святославич учреждает в Муроме отдельное государственное образование, составившее основу Рязанской земли. Именно князя Ярослава Святославича и его семейство историки и церковное предание отождествляют с крестившими муромскую землю святым князем Константином, княгиней Ириной, убиенным муромскими язычниками княжичем Михаилом (сын) и княжичем Феодором (второй сын). В 1129 году после кончины князя Ярослава на муромский стол сел и был первым муромским князем его сын Юрий (Феодор) Ярославич, а с 1143 по 1145 годы — третий сын Святослав Ярославич, позже — младший сын Ростислав Ярославич. При князе Ростиславе Муромо-Рязанская земля распалась на Муромское и Рязанское княжества, которые окончательно обособились после смерти Святослава (1145). В Рязани князь оставил сына Глеба Ростиславича.
В 1198 году Муром стал центром самостоятельной епархии, которая через столетие была перенесена в Старую Рязань.
Рязанский князь Глеб Ростиславич всеми средствами боролся со своим северным соседом Ростово-Суздальским княжеством. Итогом стала победа Всеволода Большое Гнездо (1208), который пленил местных князей. С 1219 года в Рязани княжил Ингварь Игоревич, наследовал ему брат Юрий. При нём княжество подверглось опустошению ордами Батыя. Сожжённый дотла монголами, Муром в 1293 году исчез со страниц русских летописей.
Новое упоминание о Муроме относится только к 1351 году и связано с последним муромским князем — Юрием Ярославичем, которого в 1355 году согнал со престола Фёдор Глебович. В 1392 году великий князь московский Василий I Дмитриевич присоединил Муромское княжество к Москве.

### Московский период
В середине XVI века в Муроме собирались войска Ивана Грозного для участия в походах на Казань. К этому времени относится строительство в городе первых каменных храмов. В 1565 году, после того как царь Иван Грозный разделил Русское государство на опричнину и земщину, город вошёл в состав последней. С XVII века Муром становится важным ремесленным центром. Здесь трудятся искусные мастера по выделке кож, сапожники, кузнецы, ювелиры, портные и другие мастера. С того времени началась слава и муромских калачей.

Муромские оружейники были известны за пределами Руси. Из Мурома знаменитый русский пушкарь Андрей Чохов, отливший в 1586 году Царь-пушку. Славился Муром и рыбными промыслами:
Да въ Муроме жъ за городомъ въ осыпи у Николы Чудотворца набережново на поледной горе дворъ Государевъ рыбный, а съ того двора отпущаютъ къ Москве къ Государю, Царю и Великому Князю Михаилу Феодоровичу всея русии съ поледною рыбою, въ длину того двора 15 саженъ съ получетью сажени, поперегъ 7 саж. съ третью, а въ немъ живетъ сторожъ Емелька извощикъ.

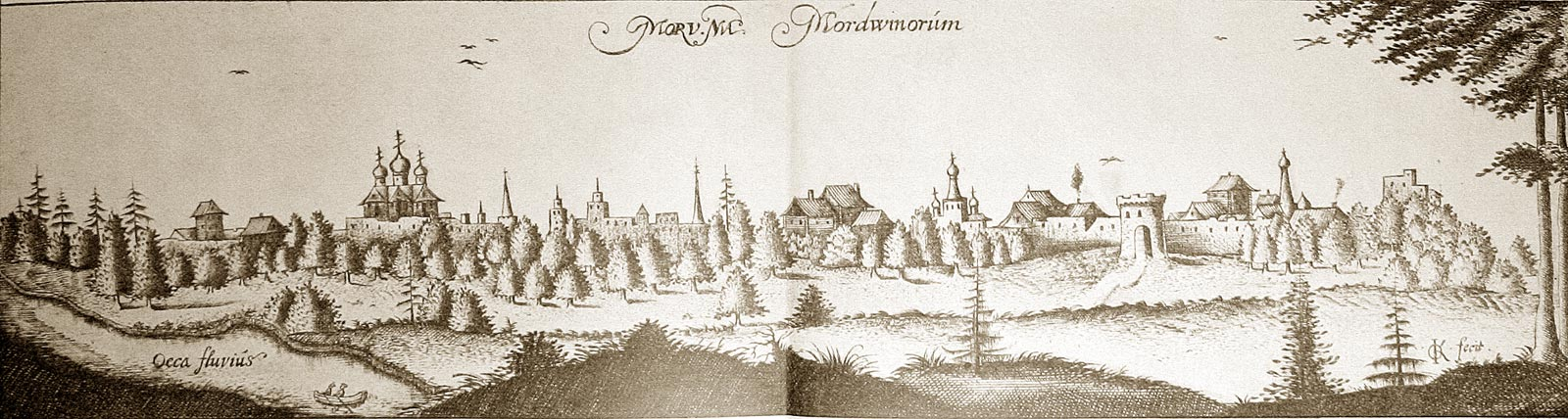
Панорама Мурома середины XVII века с гравюры Адама Олеария

В 1708 году Муром находился в составе Московской губернии, с 1778 года — уездный город Владимирского наместничества (с 1796 года — губернии). Архитектурный облик исторической части Мурома сложился в XIX — начале XX века, так как масштабные пожары 1792 и 1805 годов уничтожили практически все старые деревянные постройки. Новый город застраивался по генеральному плану, разработанному Иваном Михайловичем Лемом и утверждённому императрицей Екатериной II ещё в декабре 1788 года.

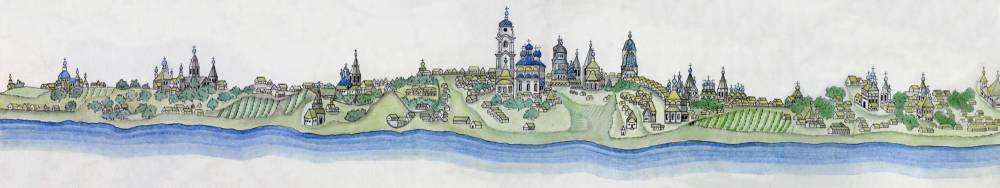
Панорама Мурома в конце XVIII веке («чертил частный пристав Курбанин»)

План предусматривал переход от радиально-лучевой схемы застройки города к строго перпендикулярной прокладке улиц. В результате кварталы в центре Мурома представляют прямоугольники размером 250 на 150 метров.

### Город в XIX—XX веках
В Муроме был построен первый во Владимирской губернии водопровод. Для этого в 1863 году на пересечении улиц Рождественской и Вознесенской (сейчас это пересечение улиц Ленина и Советской соответственно) была построена водонапорная башня. Средства на возведение башни и прокладку труб дал городской глава Алексей Васильевич Ермаков — богатый купец и меценат. В XIX веке в Муроме начали действовать чугунолитейный и механический заводы, льнопрядильная и хлопчатобумажная фабрики, в 1916 году построены железнодорожные мастерские.
После прихода к власти большевиков горожане подняли восстание, в ходе которого на несколько дней (с 8 по 10 июля 1918 года) власть в городе перешла к белогвардейцам. В советское время многие храмы города подверглись разорению, несколько приходских церквей XVI—XVII веков и вовсе снесли. В их числе оказался и доминировавший в городской застройке собор Рождества Богородицы, выстроенный по приказу Ивана Грозного в середине XVI века.
С 15 июля 1929 года по 5 декабря 1936 года город Муром входил в Горьковский край (до 1932 года—Нижегородский край).
30 июня 1961 года в городе произошли антимилицейские массовые беспорядки, в которых участвовали свыше 1,5 тысячи рабочих завода имени Орджоникидзе. Было применено оружие, двое рабочих получили ранения, 19 отданы под суд.
Первая Муромская электростанция, служащая для освещения города, была построена в 1919 году. Две динамомашины мощностью 120 кВт работали от двух нефтяных двигателей и локомобиля. Электростанция была оборудована в деревянном помещении, построенном в городском саду и давала энергию прилегающим улицам. Электроэнергия, вырабатываемая электростанцией, была доступна только 10 % населения города. С 1923 по 1926 год электростанция при фабрике «Красный прядильщик» снабжала электричеством не только фабрику, но и город. С 1926 по 1930 город снабжался электричеством от ТЭЦ паровозоремонтного завода.
В годы советской власти город развился в крупный промышленный центр Владимирской области. Открытые в 1916 году паровозоремонтные мастерские, переименованные 30 октября 1926 года в Паровозоремонтный завод имени Дзержинского", в 1946 году начали выпуск небольших маневровых паровозов 9П, а затем тепловозов ТГМ-1, ТГМ-23, электровозов ЭК-10, ЭК-12, ЭК-13, мотрис и другой железнодорожной техники собственной разработки, которая экспортировались в 17 стран мира. На базе небольших путевых мастерских в 1928 году образовался Муромский стрелочный завод. Из недостроенного инструментального завода в 1947 году вырос Муромский радиозавод, выпускавший радиооборудование для ВМФ, метрополитена, трансляционных узлов, а также автомобильную радиоаппаратуру под маркой «Былина». Количество работников радиозавода в 1993 году достигало 7000 человек. Близким по профилю является и Муромский завод радиоизмерительных приборов, основанный 4 мая 1947 года, на котором выпускалась гражданская и военная радиолокационная техника (в том числе для ЗРК С-300). а также бытовая радиоаппаратура «Муромец», «Кантата», «Элегия», «Ода», домашние электронные музыкальные инструменты и бытовые компьютеры. Муромский машиностроительный завод (Машиностроительный завод имени Орджоникидзе, Муром-машзавод, ЗАО «Ока-холод») — старейшее промышленное предприятие области, основанное в 1867 году, с 1960-х был одним из крупнейших производителей известных на всю страну холодильников марки «Ока» с годовым выпуском около 300 тысяч штук в год; муромские холодильники получали призы на международных выставках и ВДНХ. В конце 1930-х годов недалеко от города, у деревни Подболотня, началось строительство капсюльного завода, который позже превратился в Муромский приборостроительный завод, а рабочий посёлок при заводе Вербовский присоединился к Мурому в статусе микрорайона в 1997 году. Завод выпускает широкий ассортимент продукции, от капсюлей и пиротехники до тракторных приборов и лекарств.

### Современная история
5 декабря 2000 года был убит мэр Мурома Пётр Кауров. Убийцу не нашли. Погибший мэр возглавлял администрацию Мурома девять лет и пользовался уважением жителей. Именем Каурова названа муромская школа № 8, а также путепровод, расположенный на ул. Куликова.
С 2008 года в городе проводятся ежегодные масштабные празднования — День семьи, любви и верности. Учредителем праздника является Президент Фонда социально-культурных инициатив Светлана Медведева.
До 2010 года город имел статус исторического поселения, однако приказом Министерства культуры РФ от 29 июля 2010 г. этого статуса Муром лишён.
В 2014 году Министерство регионального развития подвело итоги конкурса «Самое благоустроенное городское (сельское) поселение России» по результатам 2013 года. Муром занял третье место в категории «Городские поселения с населением от 100 тысяч человек и более». В результате городу перечислено 4 миллиона 180 тысяч рублей.

## Население
| 1574     | 1669     | 1678     | 1705     | 1710     | 1730     | 1769     | 1784     | 1785     | 1817     | 1838     |
| -------- | -------- | -------- | -------- | -------- | -------- | -------- | -------- | -------- | -------- | -------- |
| 149      | ↗1212    | ↗1266    | ↗1960    | ↗2245    | ↗3300    | ↘2750    | ↗3670    | ↗4031    | ↗5369    | ↗6632    |
| 1839     | 1849     | 1856     | 1866     | 1869     | 1870     | 1871     | 1873     | 1896     | 1897     | 1900     |
| ↗9618    | ↘9109    | ↗10 800  | ↘10 026  | ↗10 029  | ↗10 703  | ↘10 003  | ↗10 579  | ↗15 679  | ↘12 600  | ↗13 987  |
| 1903     | 1906     | 1909     | 1911     | 1913     | 1914     | 1917     | 1920     | 1923     | 1926     | 1931     |
| ↘13 957  | ↘13 000  | ↗14 000  | ↗16 000  | ↗16 500  | ↗22 930  | ↘19 000  | ↘14 667  | ↗17 054  | ↗24 292  | ↗26 800  |
| 1937     | 1939     | 1959     | 1961     | 1962     | 1965     | 1967     | 1970     | 1971     | 1973     | 1975     |
| ↗40 000  | ↗40 079  | ↗71 567  | ↗81 000  | ↗83 000  | ↗100 000 | ↘96 000  | ↗98 839  | ↗110 801 | ↘105 000 | ↗123 000 |
| 1976     | 1979     | 1982     | 1985     | 1986     | 1987     | 1989     | 1990     | 1991     | 1992     | 1993     |
| ↘110 000 | ↗114 270 | ↗118 000 | ↗136 000 | ↘120 000 | ↗124 000 | ↗124 229 | ↗142 000 | ↘126 000 | ↗127 000 | →127 000 |
| 1994     | 1995     | 1996     | 1997     | 1998     | 1999     | 2000     | 2001     | 2002     | 2003     | 2004     |
| →127 000 | ↗144 000 | ↘143 000 | ↘126 000 | ↗142 000 | ↗143 200 | ↘142 400 | ↘139 500 | ↘126 901 | ↘126 900 | ↘125 100 |
| 2005     | 2006     | 2007     | 2008     | 2009     | 2010     | 2011     | 2012     | 2013     | 2014     | 2015     |
| ↘123 600 | ↘122 100 | ↘120 800 | ↘119 400 | ↘118 224 | ↘116 075 | ↘115 865 | ↘114 047 | ↘112 609 | ↘111 474 | ↘110 746 |
| 2016     | 2017     | 2018     | 2019     | 2020     | 2021     | 2024     | 2025     |          |          |          |
| ↘110 070 | ↘109 809 | ↘109 072 | ↘108 121 | ↘106 984 | ↗107 497 | ↘104 806 | ↘104 078 |          |          |          |

На 1 января 2025 года по численности населения город находился на 166-м месте из 1124 городов Российской Федерации.
В начале XXI века, несмотря на значительное падение численности городского населения, Муром остаётся третьим городом в области по числу проживающих, следуя за Владимиром (341 579) и Ковровом (127 831).
Демография
С 1959 по 1992 года население Мурома выросло в 2 раза. Рост в основном происходил за счёт миграции в город сельского населения (так как в 1960-е годы в стране началось общее снижение рождаемости). Кризис конца 1980—1990-х годов способствовал дальнейшему сокращению рождаемости и увеличением смертности муромлян.
| Показатель                   | 1999 | 2001   | 2003   | 2005    | 2006   | 2007   | 2008   |
| ---------------------------- | ---- | ------ | ------ | ------- | ------ | ------ | ------ |
| Число родившихся на 1 тыс.   | 6,4  | ↗ 7,2  | ↗ 8,2  | ↗ 8,3   | ↗ 8,7  | ▬ 8,7  | ↗ 9,7  |
| Число умерших на 1 тыс.      | 14,3 | ↗ 15,6 | ↗ 18,1 | ↗ 18,8  | ↘ 17,8 | ↘ 17,0 | ↘ 16,0 |
| Естественный прирост (убыль) | −7,9 | ↘ −8,4 | ↘ −9,9 | ↘ −10,5 | ↗ −9,1 | ↗ −8,3 | ↗ −6,3 |

Национальный состав
По итогам переписи населения 2020 года проживали следующие национальности (национальности менее 0,1 % и другое, см. в сноске к строке «Другие»):
| Национальность | Численность, чел. | Доля     |
| -------------- | ----------------- | -------- |
| Русские        | 101 403           | 94,33 %  |
| Украинцы       | 248               | 0,23 %   |
| Татары         | 218               | 0,20 %   |
| Армяне         | 117               | 0,11 %   |
| Другие         | 5511              | 5,13 %   |
| Итого          | 107 497           | 100,00 % |

## Административное устройство
С 1997 года в качестве отдельного микрорайона в состав города Мурома вошёл посёлок городского типа Вербовский. Ранее, в 1962 году, отдельным городским микрорайоном стало село Карачарово.
С 17 марта 2011 года главой администрации городского округа Муром является Евгений Рычков.

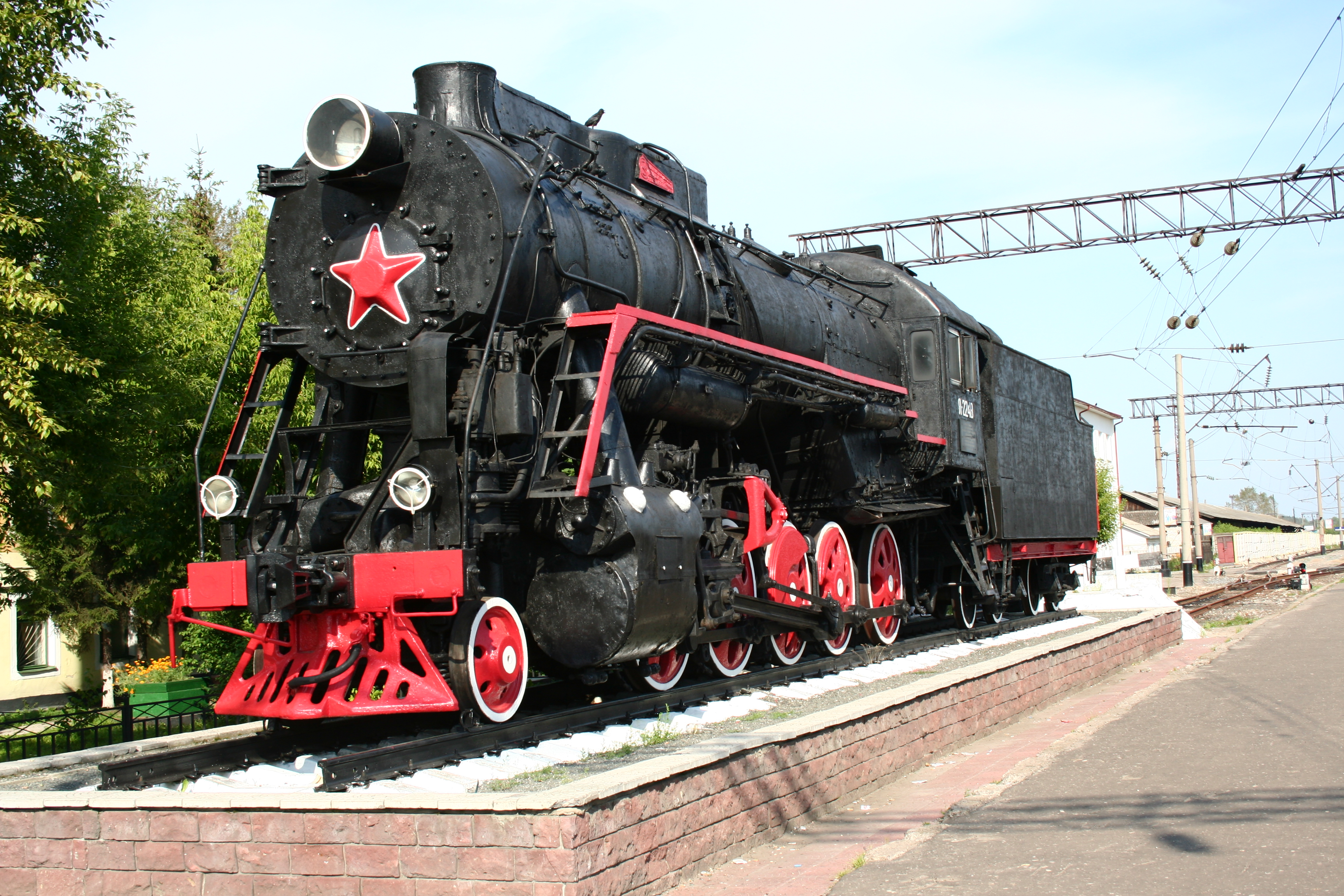
Паровоз-памятник серии Л в Муроме

## Экономика
За 2016 год объём отгруженных товаров собственного производства, выполненных работ и услуг собственными силами составил 25,1 млрд рублей.
Среднемесячная заработная плата в январе — ноябре 2016 года составила 26 139,4 рублей.
Машиностроение и металлообработка (7,4 млрд руб.):
- ОАО «Муромский радиозавод»;
- ОАО «НПП „Звукотехника“»;
- ОАО «Муромский стрелочный завод» (ОАО «МСЗ»);
- ОАО «Муромтепловоз»;
- ОАО «ПО „Муромский машиностроительный завод“» (ОАО «ПО „ММЗ“»);
- ОАО «Муромский завод радиоизмерительных приборов» (ОАО «МЗ РИП»);
- ОАО «Муромский приборостроительный завод» (ОАО «МПЗ»);
- ОАО «Муромский ремонтно-механический завод»;
- ООО «Муромский завод трубопроводной арматуры»;
- ОАО «Муромец» (детонирующие шнуры, электродетонаторы);
- ЗАО «Муромэнергомаш» (металлические конструкции).
- ООО "Объединенная компания «РусТехнологии», завод по производству оцинкованной стали с полимерным покрытием, работающий с 2013 года. Является одним из крупнейших российских производств в данном сегменте[71].

Лесная, деревообрабатывающая и целлюлозно-бумажная промышленность (1,0 млрд руб.):
- ЗАО «Муром» (Муромский фанерный завод)

Промышленность строительных материалов (0,54 млрд руб.):
- ООО «МОП „Империал“»
- Филиал ОАО «Центротрансжелезобетон» «Муромский завод ЖБК»

Лёгкая промышленность (0,5 млрд руб.):
- ОАО «Красный луч» (банкрот);
- ЗАО «Обувная фабрика „Буревестник“»;
- ОАО «Муромлён» (ликвидировано 30.01.2006);
- ООО «ПК „Торис-Групп“».

Пищевая промышленность (0,5 млрд руб.):
- ОАО «Ликёро-водочный завод „Муромский“» (банкрот);
- ЗАО «Декстриновый завод»;
- ОАО «Муромский хлебокомбинат»;
- ООО «Мясокомбинат» (банкрот);
- ОАО «Мукомол» (банкрот);

Электроэнергетика:
- МУП «Городские электросети»;
- МУП «Тепловые сети».

Туризм: город — часть популярного речного круиза Московская кругосветка.

## Транспорт

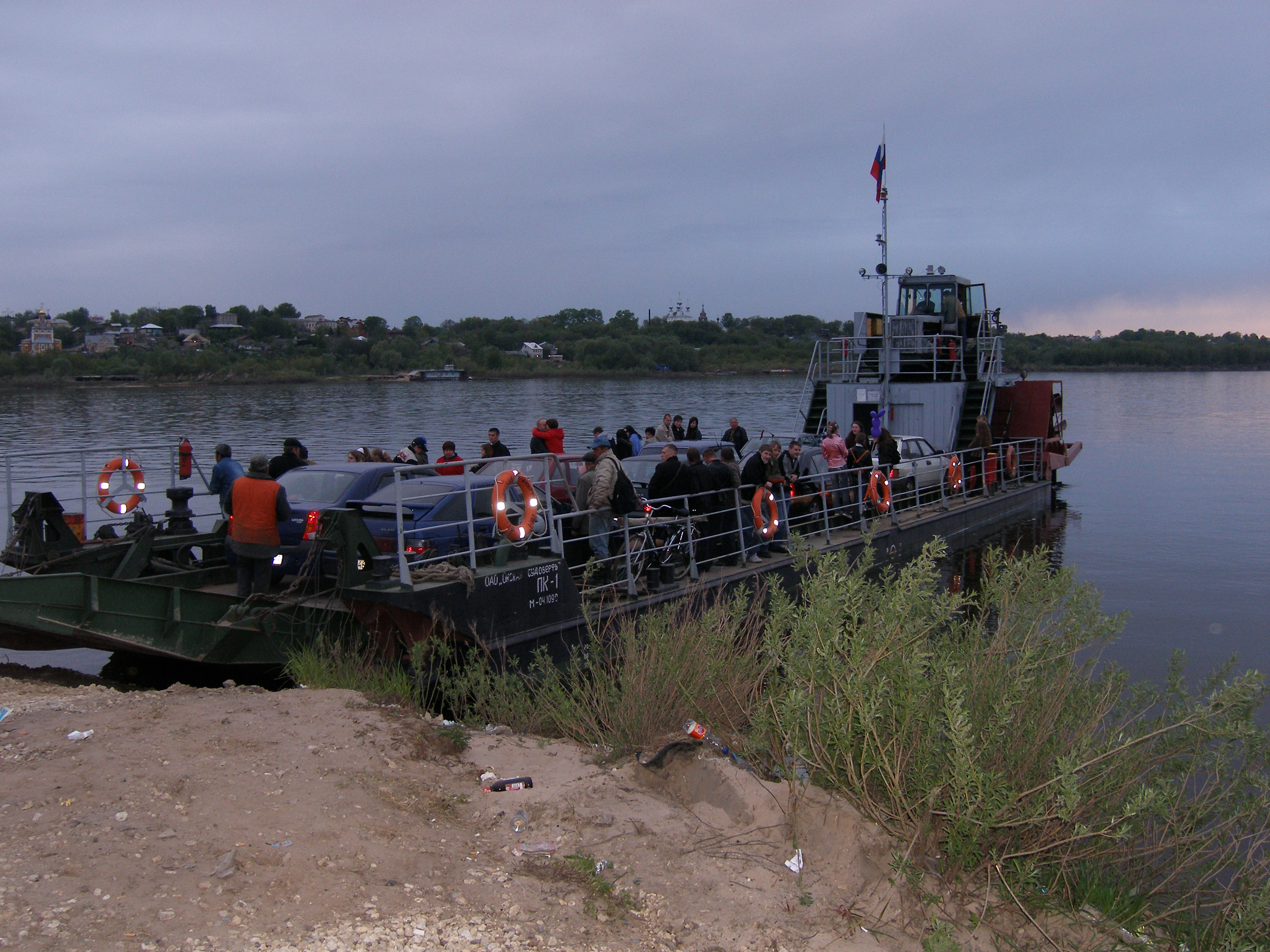
Паромная переправа через Оку

### Железнодорожный транспорт
Муром — крупный железнодорожный узел. Первая казённая железная дорога протяжённостью 108 км связала город с Ковровом в 1880 году. Эта дорога до сих пор не электрифицирована и представляет собой однопутную линию с разъездами. Вокзал был построен на тогдашней окраине Мурома (сейчас это его географический центр). В 1912 году, после постройки железнодорожного моста, через город прошла линия Москва — Казань, сократившая расстояние от Мурома до Москвы до 281 км. На новой магистрали был построен вокзал Муром I по проекту архитектора А. В. Щусева, а вокзал на ковровской ветке получил название Муром II. В 1980-е годы здание вокзала Муром II было разрушено, железнодорожная ветка от Московской улицы вдоль Владимирского шоссе разобрана и поезда на Ковров теперь отправляются с вокзала Муром I.
Поезда дальнего следования связывают город с Москвой, Санкт-Петербургом и востоком страны, а также с казахстанским городом Петропавловск.

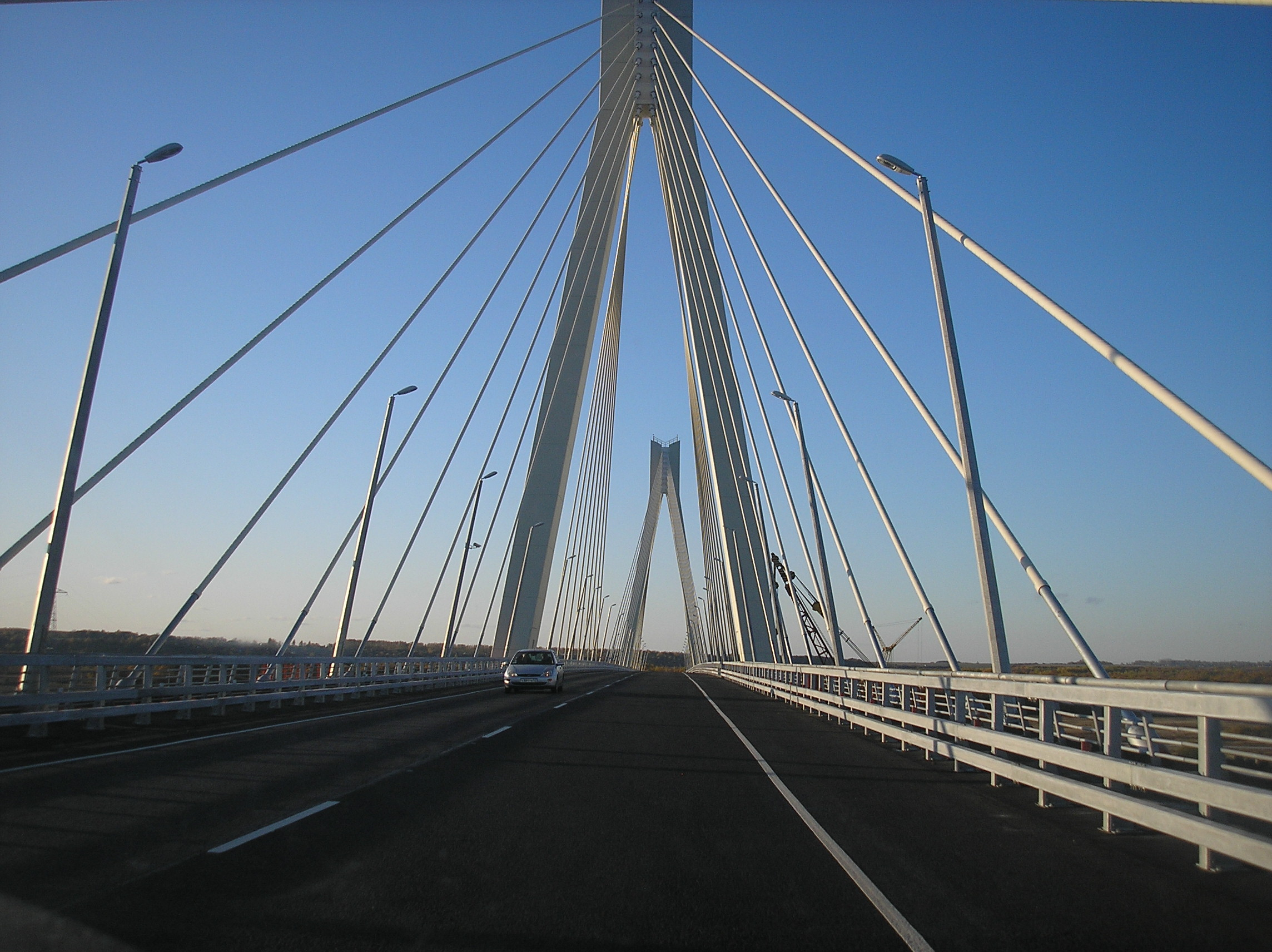
Муромский вантовый мост

Пригородные поезда ходят по трём направлениям — в Ковров, Арзамас (в том числе и экспресс до Нижнего Новгорода через Арзамас) и до станции Вековка.

### Речной транспорт
До Перестройки в Муроме было развито речное пассажирское сообщение с Нижним Новгородом и Касимовым. Вообще, первый пароход появился в городе в 1845 году, а в 1858 году пароход «Москва» связал Муром регулярными рейсами с другими городами, расположенными на Оке. 

Во времена Советского Союза перевозки осуществлялись судами на подводных крыльях «Ракета». 

В 90-е и 2000-е годы в муромский порт не так часто заходили корабли с туристами из-за обмеления, ситуация несколько улучшилась после реконструкции Кузьминовского гидроузла на Оке в 2015 году, теплоходы стали заходить в Муром чаще. Город — часть популярного речного круиза Московская кругосветка.
Город имеет речной затон и способен принимать по воде практически любые грузы.

### Автомобильный транспорт
Развито автобусное сообщение с населёнными пунктами района и соседними крупными городами — Москвой, Владимиром, Рязанью, Нижним Новгородом и Арзамасом.
1 октября 2009 года был открыт стационарный вантовый мост через реку Оку. Ранее сообщение с соседней Нижегородской областью осуществлялось только в летнее время по понтонному мосту (зимой действовал локальный паром).
1 августа 2013 года муромский мост стал победителем всероссийского интернет-голосования на право почётного звания «Самый красивый мост России», проводимого Федеральным дорожным агентством.
8 сентября 2023 года был открыт второй вантовый мост через Оку. Новый мост стал частью строящейся трассы М12 «Восток».

### Городской транспорт

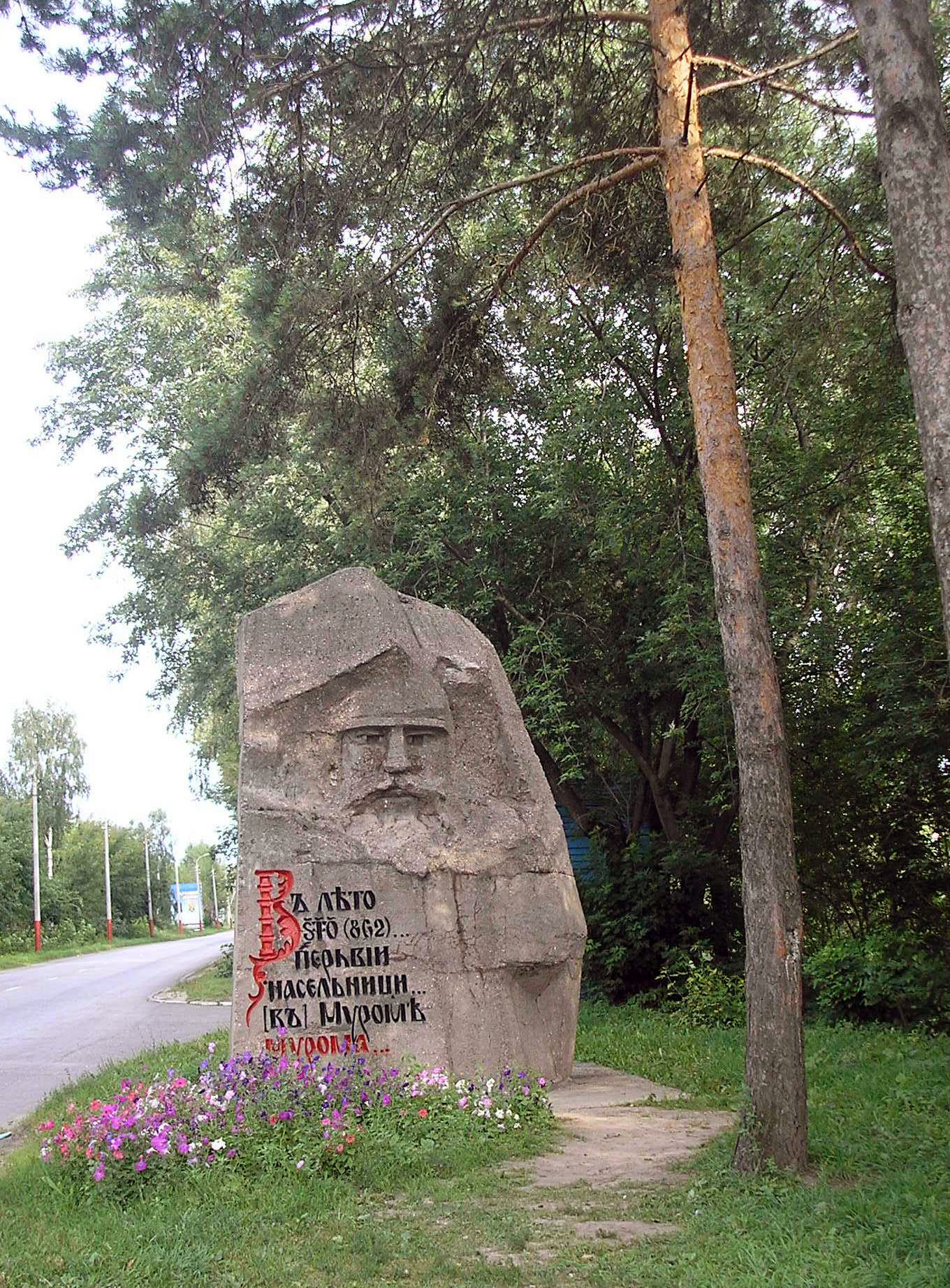
«Былинный камень» (архитектор Н. А. Беспалов), на въезде в Муром со стороны Владимира

Основной вид транспорта в городе — коммерческие автобусы, движение на которых происходит по 30 маршрутам, обслуживаемым 11 перевозчиками.
В 1980-е годы в Муроме планировали открыть троллейбусную линию. Имелся утверждённый проект строительства линии электротранспорта. Для этого была расширена улица Ленина, построен новый путепровод через железную дорогу, соединяющий улицу Ленина с Карачаровским шоссе, и зарезервирована площадка под депо на западной окраине города. Но с началом перестройки этот проект так и не был реализован.

## Телекоммуникации и СМИ

### Газеты
- «Муромский рабочий» (издавалась в 1930—1992 годах);
- «Муромский край» (основана 21 декабря 1913 года, в 1915 была закрыта, однако выпуск газеты был возобновлён 23 мая 1991 года);
- «Новая провинция» (основана 7 октября 1995 года);
- «ProЧитай всё!» (основана в августе 2006 года);
- «Все дела»;
- «Всё для Вас»;
- «Ва-Банк»;
- «Переходный возраст».

### Радио
Первая информационно-музыкальная радиостанция «Радио-3» открылась в городе осенью 1999 года. Она вещала на частоте 102,6 МГц. Эфир заполняли местные диджеи, новости и программы собственного производства. Первый конкурент для «Радио-3» в муромском FM-диапазоне появился летом 2000 года. 15 июля на частоте 103,3 МГц началось вещание местной радиостанции «Радио-МиКс». Осенью того же года в муромский эфир вышла первая ретранслируемая московская станция — «Европа Плюс». Ещё через год появилось «Русское радио». 30 ноября 2003 года появилась «Милицейская волна». Владельцы «Радио-3» после трёх лет собственного вещания — в 2003-м — приняли решение отказаться от своего эфира и перешли на ретрансляцию «Авторадио». В 2005 году «Радио-МиКс» перешла на ретрансляцию «DFM». Позже в муромский эфир вышли «Радио 7 на семи холмах» (июнь 2005), «Love Radio (01.01.2008)», «Юмор FM» (01.01.2010), «Радио Шансон» (25.01.2011) (вещание прекратилось в октябре 2011), «Наше радио» (март 2012), «Дорожное радио» (04.07.2012), «Ретро FM» (03.10.2012), «Радио Рекорд» (03.10.2012), «Радио ENERGY» (март 2018), «Радио Родных Дорог» (08.10.2018), «Вести ФМ» (осень 2020) и «Новое радио» (25.11.2021) и «Радио Дача» (01.01.2024).
- 66,32 (Молчит) Радио России / ГТРК Владимир
- 87,5 Вести FM
- 88,7 Радио России / ГТРК Владимир
- 90,3 Радио Маяк
- 91,3 Дорожное радио
- 93,0 Радио ENERGY
- 97,8 Радио Родных дорог
- 98,8 Радио Ваня
- 100,0 Z-FM
- 100,6 Ретро FM
- 101,2 Юмор FM
- 101,6 Новое радио
- 102,6 Авторадио
- 103,3 DFM
- 104.0 Наше радио / (ПЛАН) Маруся FM
- 104,4 Радио Дача
- 105,2 Хит FM
- 105,7 Радио 7 на семи холмах
- 106,2 Love Radio
- 106,8 Европа Плюс
- 107,3 Русское радио
- 107,7 Радио Рекорд

Рекламодатели ориентируются не только на Муром, но и на соседние города, которые охвачены вещанием и не имеют собственных радиостанций — Навашино, Выкса, Меленки, Кулебаки, что добавляет ещё порядка 130 тысяч человек аудитории.

### Телевидение
эфирное:
- 1 Первый канал
- 10 Россия 1 / ГТРК Владимир
- 22 Муром ТВ
- 25 ТВ Центр (Меленки)
- 31 ТНТ
- 36 НТВ
- 38 СТС
- 42 Солнце
- 43 Домашний
- 46 ТВ Центр
- 49 ТВ3
- 51 Рен ТВ
- 58 Первый мультиплекс цифрового телевидения России
- 59 РБК

кабельное:
- МУП «Эфир»
- ООО «Навигатор»
- ООО «М-Телеком»
- Муромское городское телевидение[81]
- ПАО «Ростелеком»
- Трайтэк
- Модус

### Сотовая связь
На территории Мурома действуют операторы сотовой связи:
- «Билайн»;
- «МегаФон»;
- «МТС»;
- «TELE2»;
- «YOTA».

## Культура, наука, образование

### Образование

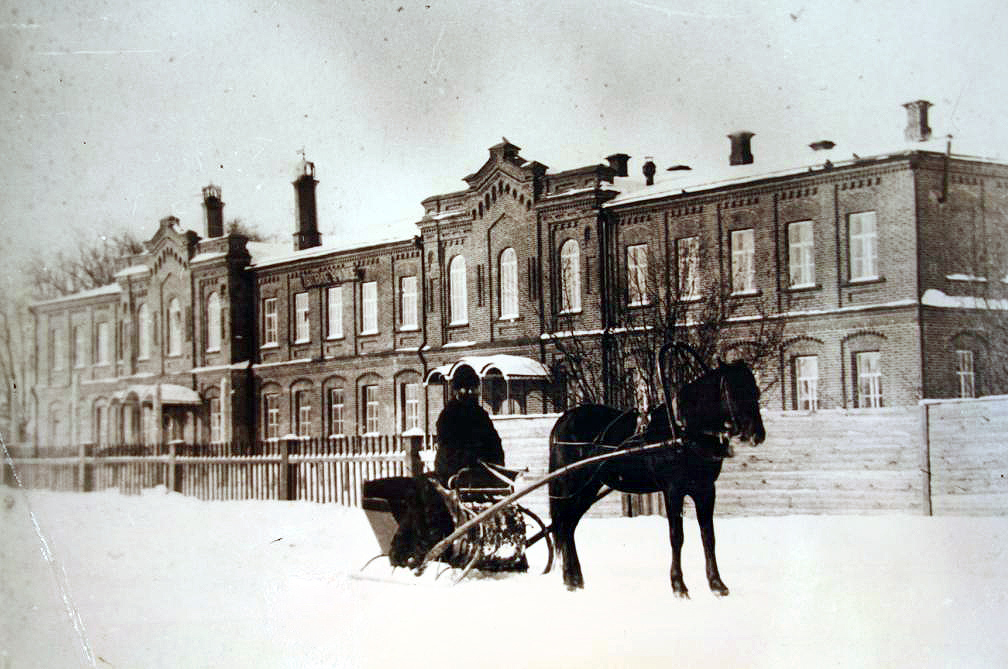
Духовное училище

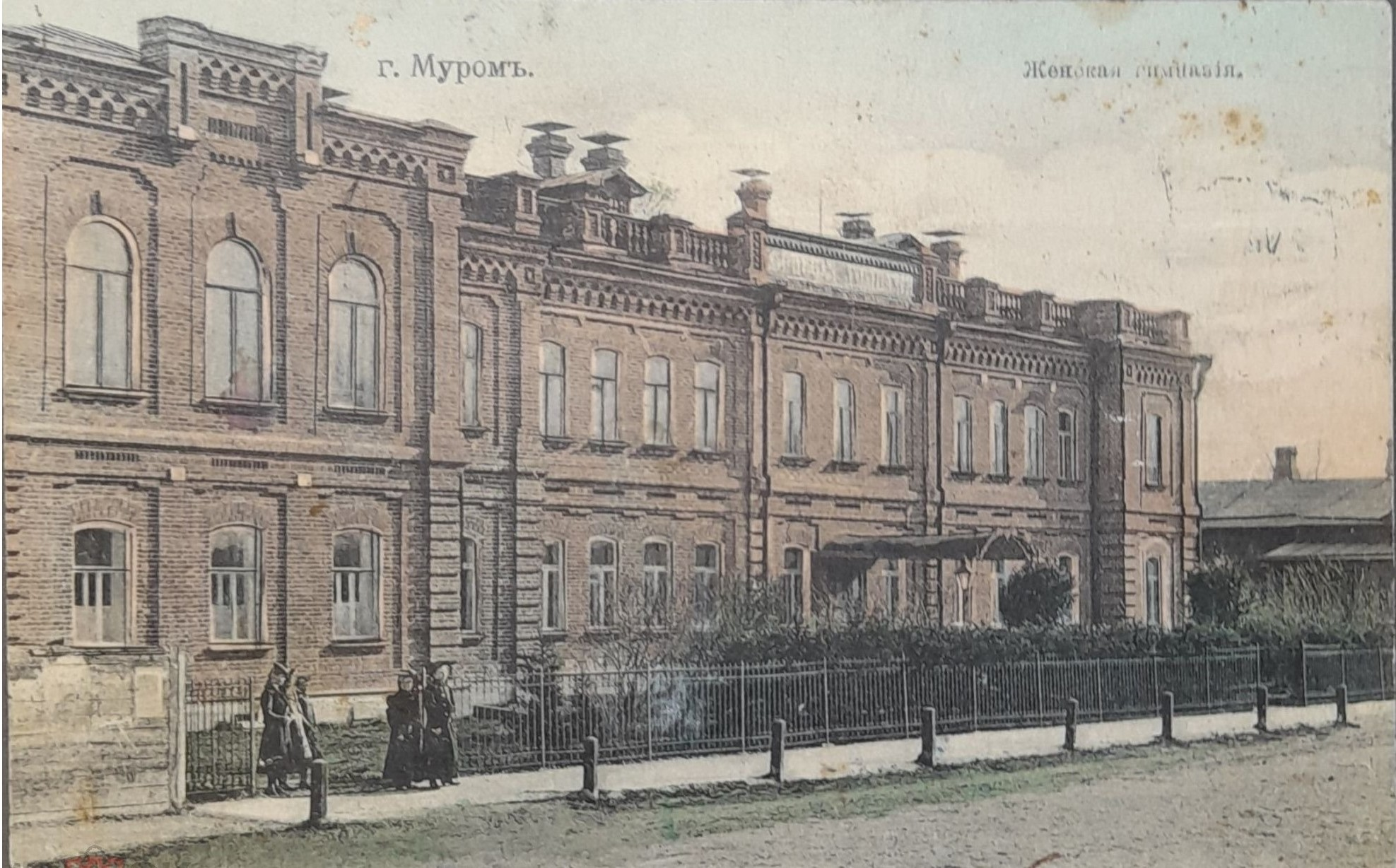
Муромская женская гимназия

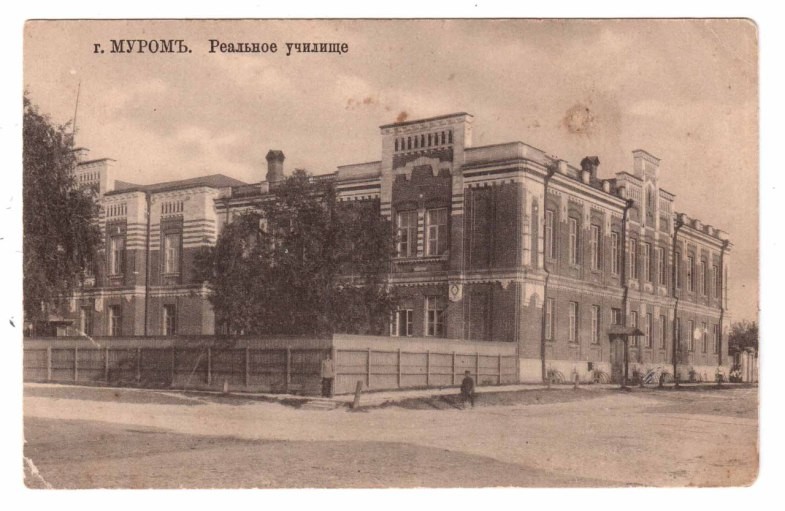
Муромское реальное училище

История народного образования имеет в Муроме давние корни: c 1720-х годов при Муромском Спасо-Преображенском монастыре начала действовать школа для обучения священнических детей, преобразованная позднее в Муромское духовное училище; в XIX веке открыты женская гимназия, мужское реальное и коммерческое училища, женское училище и ряд церковно-приходских школ.
В 1930 году бывшая женская гимназия была преобразована в педагогический техникум, в 1937 году — в педагогическое училище. В том же году было открыто медицинское училище, позднее в городе появились торфяной техникум (1947), техникум радиоэлектронного приборостроения (1958), филиал Владимирского политехнического института (1978, с 1996 года — Муромский институт Владимирского государственного технического университета).
Учреждения высшего профессионального образования
- Муромский институт (филиал) Владимирского государственного университета (МИ ВлГУ)
- Филиал РГОУ путей сообщения

Учреждения среднего профессионального образования
- Муромский индустриальный техникум (ГБОУ СПО ВО «МИТ»)
- Муромский медицинский колледж (ОГОУ СПО «ММК»)
- Муромский педагогический колледж (ОГОУ СПО «МПК»)
- Муромский колледж радиоэлектронного приборостроения (ГБПОУ ВО «МКРП»)
- Муромский промышленно-гуманитарный техникум (ОГОУ СПО «МПГТ»)

Учреждения начального профессионального образования
- Муромский лицей № 37 (преобразован в МПГТ)
- Профессиональное училище № 51 (присоединено к МПГТ)

Учреждения среднего и дополнительного образования
В Муроме работает 20 средних общеобразовательных школ. Имеются коррекционная школа-интернат, детский дом, школа компенсирующего вида, вечерняя школа.
Дополнительное образование предоставляют 1 музыкальная школа, 2 школы искусств, художественная школа, городской центр молодёжи, центр внешкольной работы, станция юных натуралистов, центр технического творчества, 2 детско-юношеских спортивных школы.

### Учреждения культуры

#### Музеи

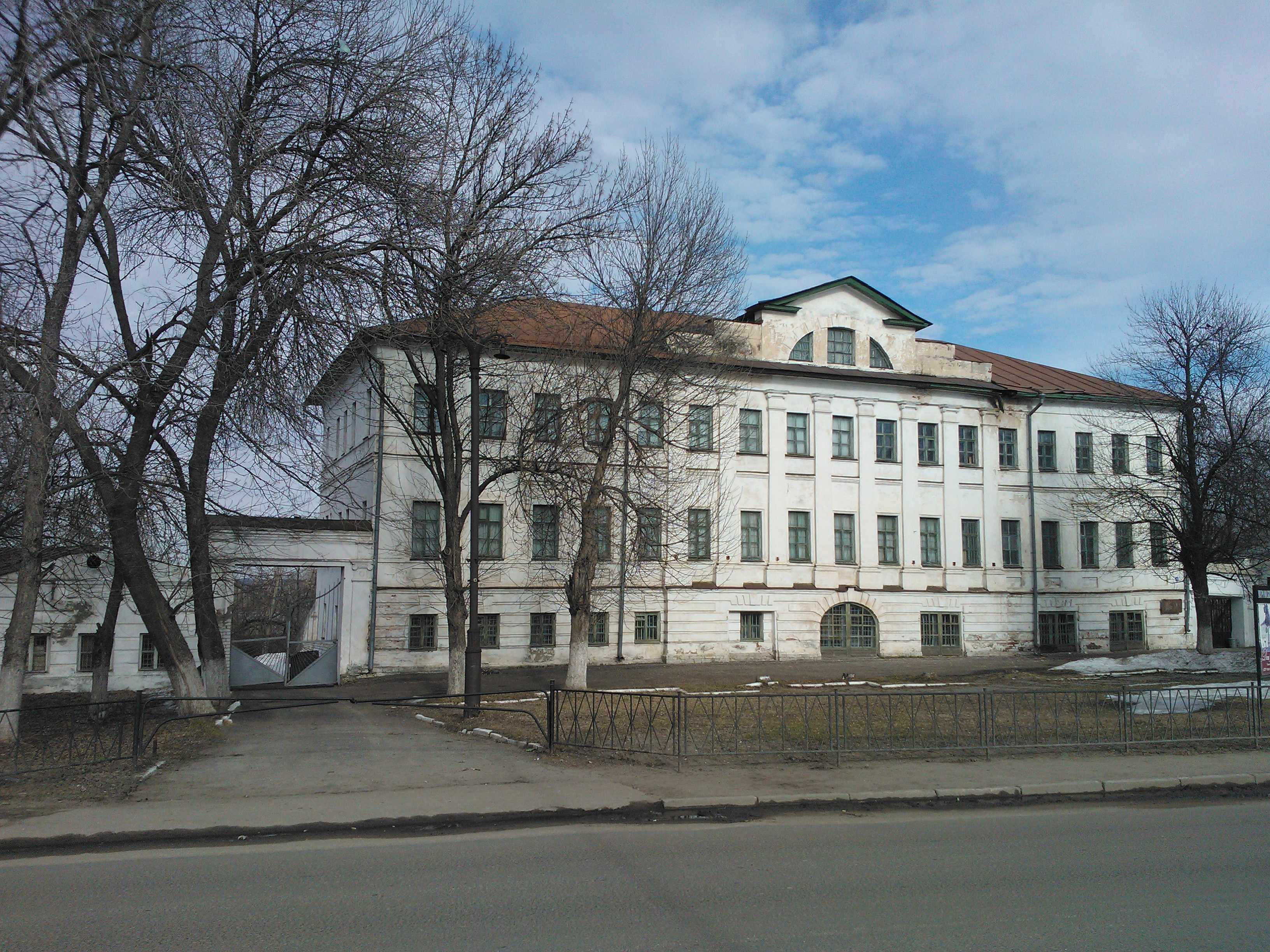
Дом Зворыкиных (ныне МИХММ)

1 января 1919 года состоялось открытие в Муроме краеведческого музея, который в настоящее время насчитывает более 60 тысяч экспонатов: археологическую коллекцию племени мурома, коллекции древнерусского искусства и художественную галерею.
После войны в городе были открыты дом-музей академика живописи Ивана Семёновича Куликова (1875—1941) и Мемориальный музей Героя Советского Союза Николая Францевича Гастелло, разместивший свою экспозицию в доме, где он жил в 1924—1930 годах (ул. Гастелло, 14). Перед входом в последний был установлен памятник герою работы белорусского скульптора Андрея Бембеля. В 2007 году дом-музей академика живописи Ивана Семёновича Куликова был закрыт, а экспонаты вывезены в Муромский историко-художественный музей.
С 1976 года при средней школе № 18 действует музей Боевой славы, часть экспозиции которого посвящена генерал-полковнику Михаилу Ермакову.
В 1998 году на базе средней школы № 16 открыт музей развития городского образования.
В 2012 году открылся Муромский кибер-музей, созданный на основе частной коллекции Виктора Куприянова, где представлено свыше одной тысячи экспонатов, в том числе: «допотопные» компьютеры, игровые приставки, музыкальная и видеоаппаратура.

#### Кинотеатры
В начале XX века в отдельно выстроенном помещении в городе начал действовать кинематограф. С 1950-х годов в Муроме работают кинотеатры «Прогресс» и «Октябрь». Позже открылись детский кинотеатр «Луч» и самый большой в городе кино-зал «30 лет Победы». В настоящее время действует только «Октябрь». В «Прогрессе» — торговый центр, в «Луче» (впоследствии ЦДО «Луч» и далее — клуб «Счастье») — сейчас торговый центр «Азарт», кинотеатр «30 лет Победы» некоторое время использовался Муромским институтом ВлГУ как концертный зал, в 2016 году он был перестроен и сейчас в нём находится Центр гемодиализа «Б. Браун».

#### Театры и дома культуры
Со второй половины XIX века в городе существовал свой художественный театр. Известная актриса П. А. Стрепетова, посетившая Муром в конце XIX века во время гастролей, высоко отозвалась о городе в своих воспоминаниях. В годы Великой Отечественной войны почти все артисты ушли на фронт, профессиональная театральная труппа прекратила существование.
После войны в клубе имени В. И. Ленина продолжал работать народный театр оперетты под управлением П. П. Радковского. В 1962 году в Муроме открыт Дворец культуры имени 1100-летия города, в котором работают около 30 самодеятельных коллективов и выступают приезжие артисты
.
В городе также функционируют ДК железнодорожников, ДК «Вербовский», клуб ЗАО «Муром».

#### Парки

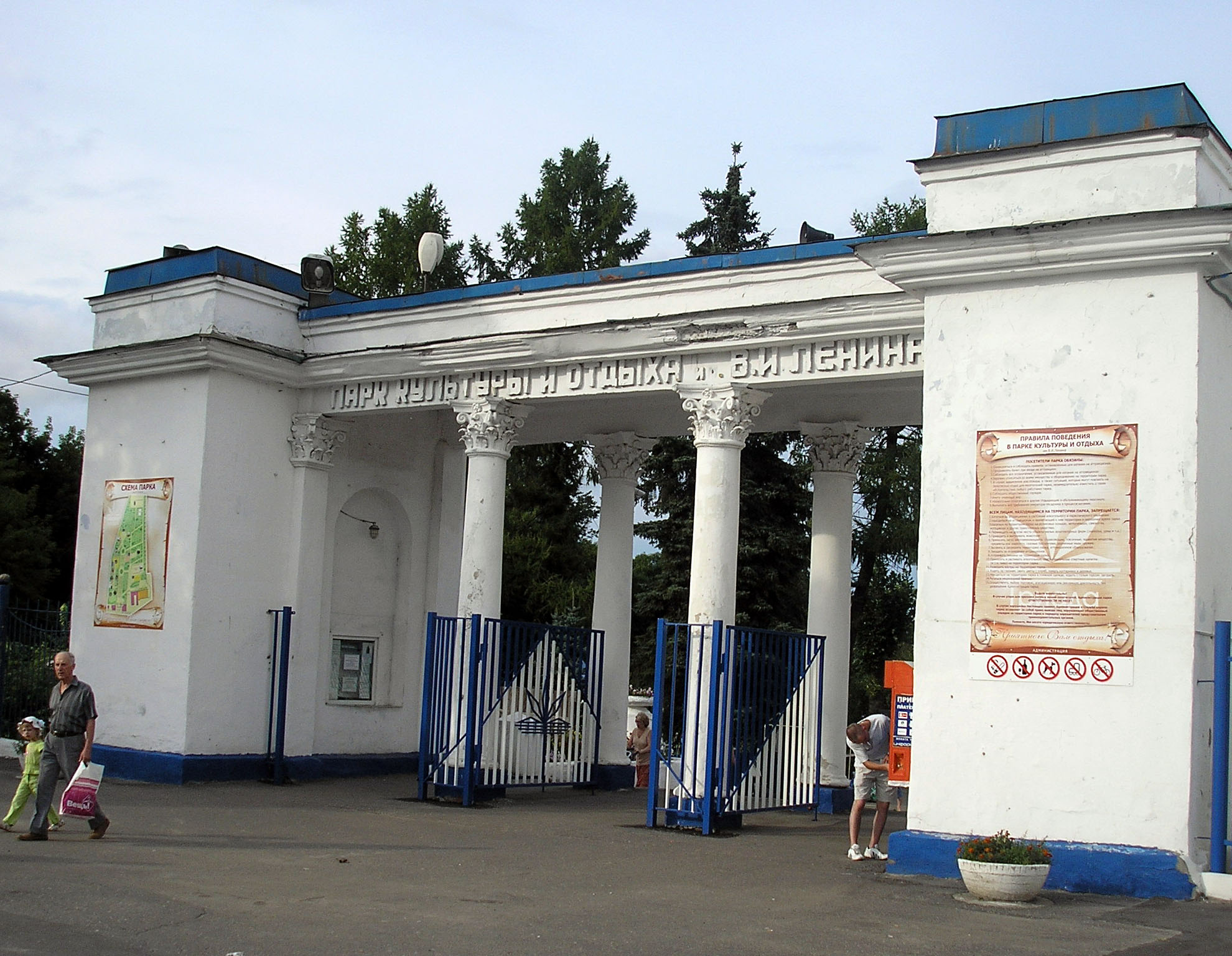
Вход в Окский сад (парк имени Ленина)

На территории бывшего Окского сада расположен Парк культуры и отдыха «Окский парк» (бывший имени В. И. Ленина), главной достопримечательностью которого является памятник Илье Муромцу. Два других муромских парка — имени Гагарина и Парк 50-летия Советской власти входят в состав объединения «Парк». Также в центре города расположен парк «Молодёжный» (до 2010 года — парк ЗиО). В 2016 году был реконструирован парк имени Гагарина. Также в Муроме начато строительство нового парка около здания кинотеатра «Октябрь» напротив остановки автобусов «ТЦ „Витязь“».

#### Библиотеки
Первая городская библиотека была открыта в Муроме в 1866 году городским головой, известным меценатом Алексеем Васильевичем Ермаковым.
В 1981 году в городе была образована Централизованная библиотечная система (ЦБС), включающая в себя на сегодня: Центральную городскую библиотеку, шесть городских и пять сельских библиотек-филиалов. Книжный фонд ЦБС составляет 310 100 экземпляров.
Особо ценным собранием рукописей XV—XVII веков, редких и старопечатных книг, периодических изданий XIX—XX веков обладает научная библиотека Муромского историко-художественного музея.

### Художественная жизнь

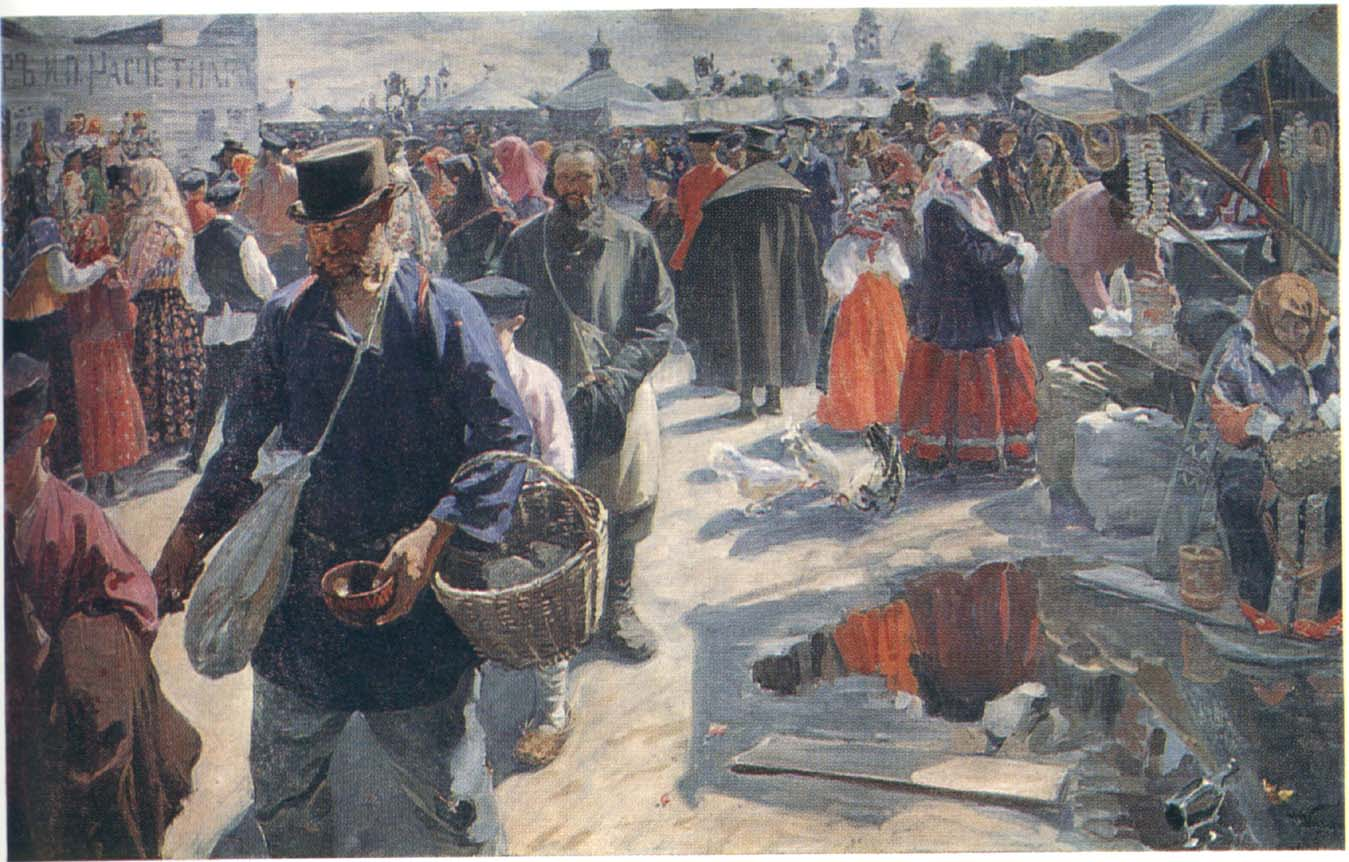
Иван Куликов. Ярмарка в Муроме (1910—1912)

Художественные традиции города начали складываться ещё в древнерусский период. В XVII—XVIII веках в городе создавал иконы Александр Казанцев, в XIX—XX вв. в Муроме жили и работали академик живописи Иван Куликов и Пётр Целебровский. Первая выставка муромских художников прошла в 1919 году.
В 1974 году в городе была открыта детская художественная школа (в 2000 году ей было присвоено имя академика живописи Ивана Куликова). Основателем и первым директором художественной школы был Юрий Михайлович Скороходов.
В XX веке в городе выросло поколение самобытных живописцев, графиков, мастеров прикладного искусства: А. В. Морозов и его сын А. А. Морозов, А. Н. Мухачёв, М. К. Лёвин, И. М. Минеев, Е. П. Архиреев (1935—1986), Ю. И. Беззубов, Р. Б. Черепанов, О. Г. Измайлов, Ю. В. Ерхов (1945—1985), В. С. Серёгин, Н. Н. Абрамов, заслуженный художник России А. М. Линьков, художник-авангардист А. М. Жолудь, О. Ю. Грязнов, Н. В. Кульпин (1955—2002), В. А. Аношин, А. В. Неганов, Д. В. Хлыщёв (род. 1984).
Значимым событием для Муромского района стало открытие в 1985 году в селе Панфилове единственной в России сельской картинной галереи, основанной уроженцами села художниками Сергеем Чирковым, Василием Серовым и скульптором Иваном Бесчастновым.
В 2002 году было зарегистрировано некоммерческое партнёрство «Муромские художники», объединившее членов Союза художников России И. В. Сухова, С. А. Субботина, Владимира Батаева, С. В. Храменкова (род. 1961), живописца В. В. Чумакова, К. А. Ляпина (род. 1960), мастеров декоративно-прикладного искусства А. Кузьмичёва, В. Чекира, Н. Новикова.
В Муроме снимались художественные фильмы:
- «Невеста» режиссёра Владимира Шределя,
- «В огне брода нет» и «Начало» Глеба Панфилова,
- «Восхождение» Ларисы Шепитько[95][96],
- «Хрусталёв, машину!» Алексея Германа-старшего,
- «Человек с бульвара Капуцинок»[97] Аллы Суриковой,
- «В деле»[98],
- «Обнимая небо»[99],
- «История весеннего призыва»[99] и
- «Только ты… или богатая Лиза»[99].

## Спорт
В ноябре 2001 года в городе состоялся чемпионат Европы по футзалу среди женщин.
В 2014 году по инициативе главы округа Муром Евгения Рычкова в округе был возрождён футбольный клуб «Муром». Игры клуба проходят на стадионе имени Виктора Лосева в Парке 50-летия Советской власти.

## Достопримечательности

### Монастыри и храмы

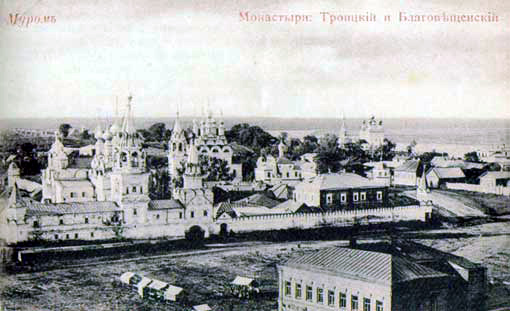
Ансамбль Троицкого и Благовещенского монастырей нач. XX века

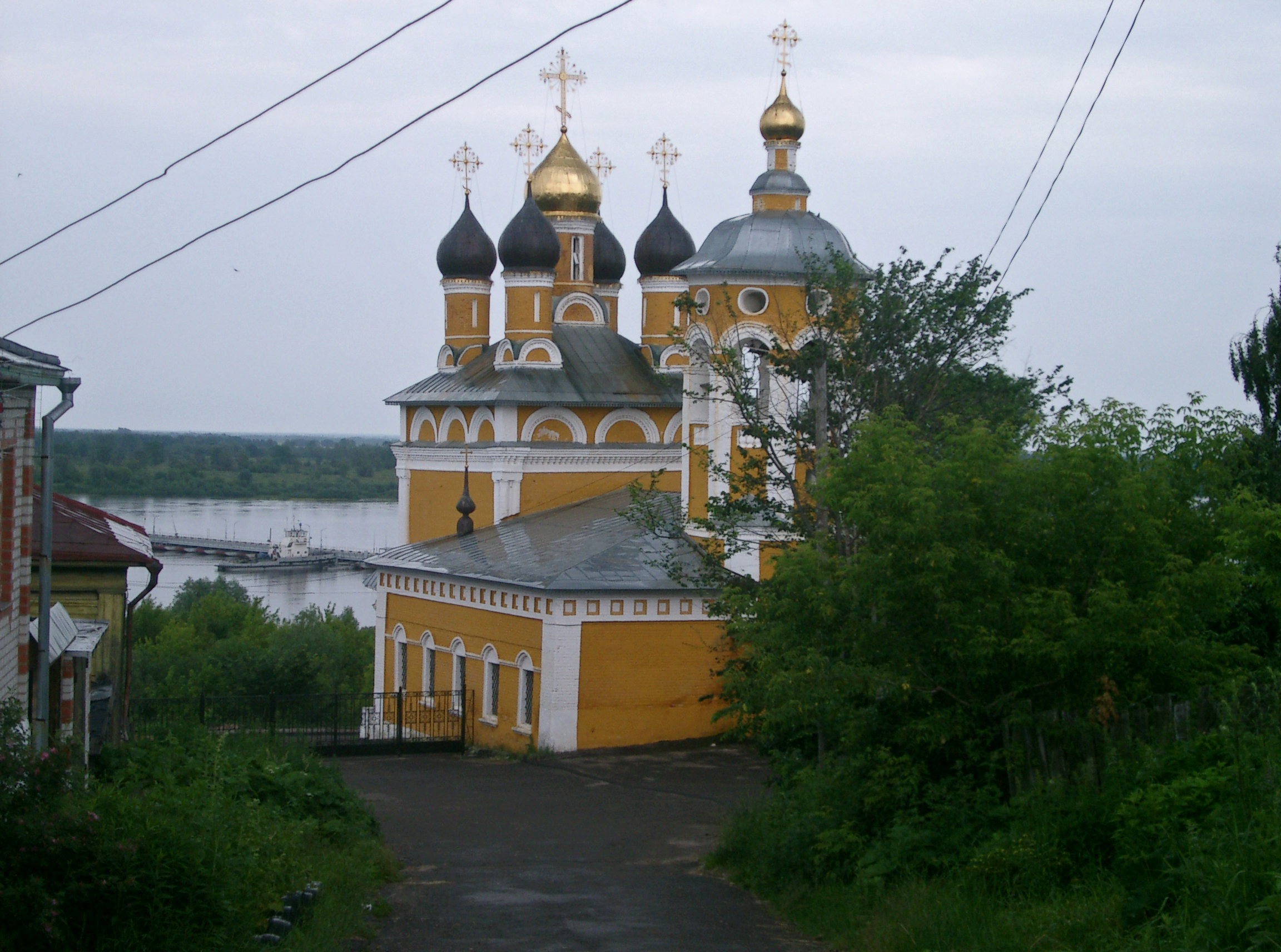
Николо-Набережная церковь

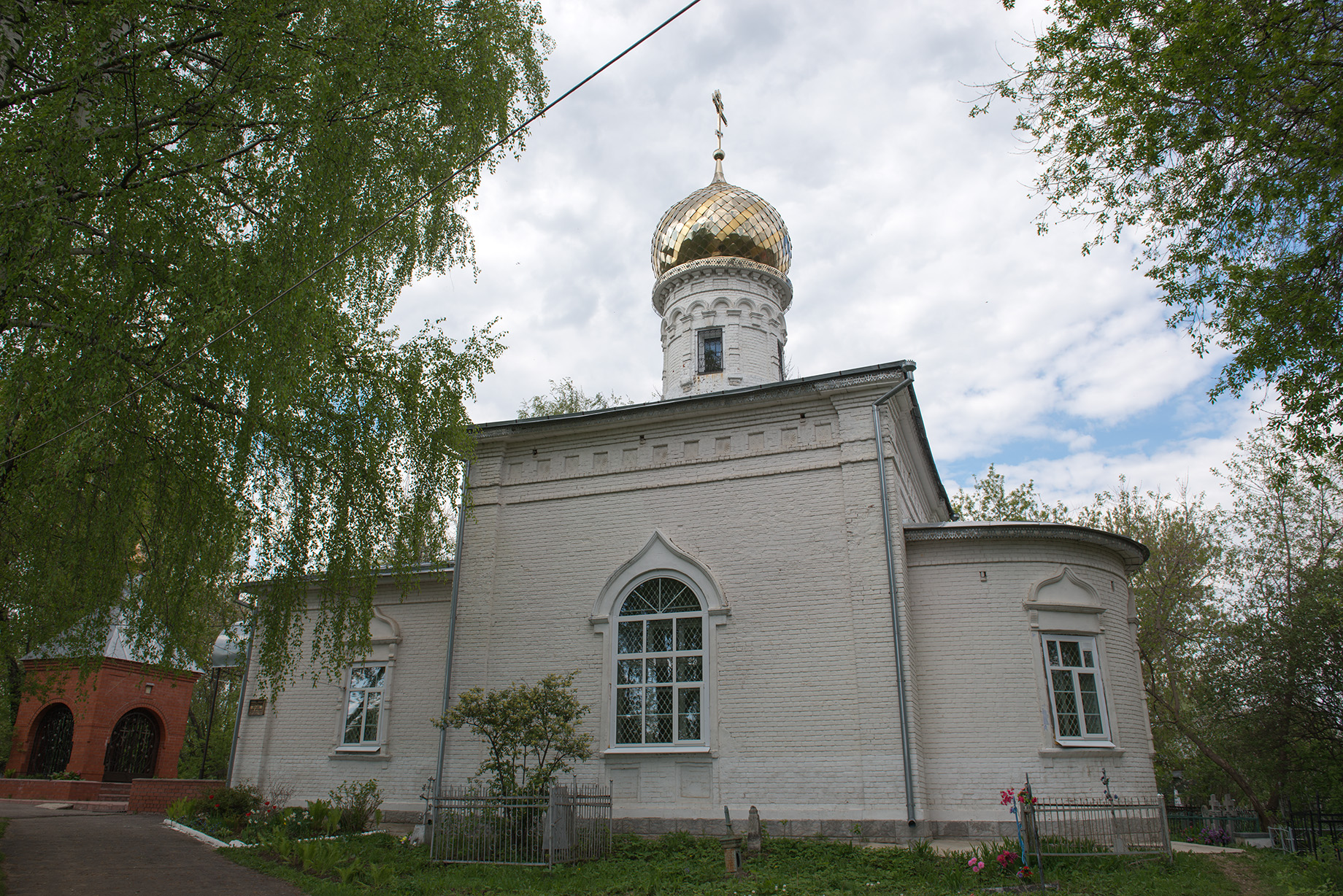
Церковь свв. Гурия, Самона и Авива

- Благовещенский мужской монастырь, основан в 1553 году, собор 1664 года, надвратная Стефановская церковь 1716 года (Красноармейская ул., 1).
- Воскресенский женский монастырь с Воскресенским (1658) и Введенским храмами, сооружены в середине XVII века на средства муромских купцов гостиной сотни братьев Черкасовых (Июльский пер., 1А).
- Спасо-Преображенский мужской монастырь, основан в XI веке, собор XVI века, первые упоминания в летописях датированы 1096 годом (ул. Лакина, 1).
- Свято-Троицкий женский монастырь, основан в 1643 году, собор 1642—1643 годов, надвратная Казанская церковь 1648 года, шатровая колокольня 1652 года (пл. Крестьянина, 3а).
- Крестовоздвиженский монастырь, основан не позднее XIII века.
- Церковь Вознесения Господня (1729) (Московская ул., 15А).
- Церковь Гурия, Самона и Авива (1845) (Карачаровская ул.) — в этом храме хранится икона с частицей мощей святого Илии Муромца.
- Церковь Ильи Муромца (1998) (Вербовское кладбище).
- Церковь Космы и Дамиана (1556—1565) — возведена на месте, где стоял шатёр Ивана Грозного во время его похода на Казань (Набережная ул.)
- Николо-Набережная церковь, впервые упоминается в 1566 году под названием «Никола-Мокрый», воссоздана в камне в 1700—1714 годах (ул. Плеханова).
- Церковь Серафима Саровского (2005) (ул. Серова).
- Смоленская церковь (Новая Космодемьянская церковь) (1804) (ул. Мечникова, 1).
- Сретенская церковь (1795) (ул. Карла Маркса, 55).
- Троицкая церковь (1828) (ул. Красина, 22).
- Успенская церковь (1790) (Красноармейская ул., 41А).
- Часовня Иконы Божией Матери «Живоносный Источник» (1864) (берег р. Оки).
- Часовня Иконы Божией Матери «Неупиваемая Чаша» (1864) (угол Первомайской и Красногвардейской ул.)
- Часовня Архистратига Михаила (2005) (Московская ул., 35А).
- Мечеть имени Габдулхака хазрата Саматова, открыта в 2007 году, по этому же адресу располагается Мусульманская религиозная организация г. Мурома (ул. Новая, 28).

### Здания и памятники
- Постройки XIX века: жилые постройки, Торговые ряды (1816) (площадь 1100-летия города Мурома), водонапорная башня (1864) (перекрёсток улиц Ленина и Советской), здания женской гимназии (1896) (ул. Карла Маркса, 24), реального (1889) (ул. Льва Толстого, 40) и духовного (1883) училищ.
- Усадьба А. С. Уварова (XIX век) (ул. Кирова) — на данный момент в усадьбе располагается военная часть, и рассмотреть постройки можно лишь со стороны реки.
- Дом Зворыкиных (XIX век) (Первомайская ул., 6) — дом, в котором жила семья и родился изобретатель телевидения Владимир Козьмич Зворыкин. Сейчас в здании располагается Муромский историко-художественный музей.
- Дом Каратыгина (XIX век) (ул. Тимирязева, 3) — бывший особняк купцов Каратыгиных. Первоначально принадлежал купцу первой гильдии Г. А. Шведову. В 1875 году в нём располагалось реальное училище.
- Здание городской Думы (XIX век) (ул. Льва Толстого, 13) — сейчас в здании располагается один из корпусов Муромского филиала ВлГУ.
- Муромская типография (1918 г.) (ул. Льва Толстого, 27).
- Памятник Илье Муромцу — памятник работы скульптора В. М. Клыкова и архитектора Н. А. Беспалова, установленный 1 августа 1999 года[100][101] на смотровой площадке в Окском парке (официальное название парка — Парк культуры и отдыха имени В. И. Ленина), расположенной на высоком берегу реки Ока.
- Памятник «Скорбящий ангел». Фигуру ангела из броневого листа вырезали на «Муромтепловозе». Постамент был выполнен из гранита, доставленного из Карелии. На нём выгравировали надпись: «Горячие точки и выстрел в ночи… А в сердце, как колокол, память стучит». Фигура установлена в память муромлян, погибших в Афганистане, Чечне, Таджикистане, Абхазии, Приднестровье и других «горячих точках».
- Паровоз бронепоезда «Илья Муромец», который строили в 1941—1942 гг. муромские железнодорожники на заводе им. Ф. Э. Дзержинского (сейчас ОАО «Муромтепловоз»). На бетонированной стене монумента можно прочесть список городов, составивших боевой путь бронепоезда «Илья Муромец»: Горький — Москва — Мценск — Орёл — Брянск — Гомель — Жлобин — Ковель — Варшава — Франкфурт-на-Одере. Это был один из самых совершенных и мощных бронепоездов в мире. За всю Вторую Мировую войну произошло единственное лобовое сражение, в котором бронепоезд «Илья Муромец» разгромил немецкий бронепоезд «Адольф Гитлер» весной 1944 года в сражении за г. Ковель.
- Былинный камень. Этот монумент стоит при въезде в город со стороны Владимира с 1967 года. Этот объект создал муромский архитектор Н. А. Беспалов. В камне вырезано лицо Ильи Муромца и высечена надпись: «В лето 6370 (862)… перьвии насельници в Муроме муром…». Это цитата из «Повести временных лет» с первым упоминанием о Муроме летом 862 года.
- Памятник Петру и Февронии. Скульптура находится на Монастырской поляне между Свято-Троицким женским монастырём, где хранятся мощи святых, и Благовещенским мужским монастырём. Автор скульптурной композиции Владимир Суровцев.
- Памятник вербовчанам, павшим в боях за Родину. Мемориал создан известным московским скульптором и живописцем — Берлиным Леонидом Львовичем. Открытие памятника состоялось 9 мая 1975 года. На стеле Славы упомянуты 174 фамилий погибших вербовчан, а в памятнике заложена капсула с посланием к будущим поколениям. Этот мемориал был признан одним из лучших среди памятников ВОВ тех времён.
- Стела имени Гастелло. Установлена на улице Гоголева в память первому муромскому Герою Советского Союза, лётчику Николаю Францевичу Гастелло. Наклонная стела, установленная на плите, изображает самолёт лётчика в стремительном движении последнего решающего порыва. Крылатая машина предстаёт полностью вошедшей в землю. А над землёй героически возвышается крыло самолёта с звездой красного цвета.
- Памятник Н. Ф. Гастелло. Установлен в 1964 году на Привокзальной площади. Автор — скульптор А. О. Бембель.
- Водонапорная башня. Возведена летом 1863 г. по инициативе и на средства городского головы Алексея Васильевича Ермакова.
- Памятник труду. Монумент в честь 50-летия Муромского Приборостроительного завода.
- Памятник Владимиру Зворыкину. Монумент, изображающий «отца телевидения» молодым человеком, открыт в августе 2013 года[102].
- Бюст Н. Г. Кузнецова. Памятник открыт в мае 2016 года на улице Автодора[103].

## Городская топонимия

### Микрорайоны
Отдельные части города имеют неофициальные народные названия. На территории, примыкающей к железнодорожной линии Москва — Казань, располагается один из старейших районов города, именуемый Казанкой. В северо-западной части города находится частный сектор Собачаевка и примыкающий к нему район типовой многоэтажной застройки Африка (по распространённой версии необычное название связано с песчаным характером почв, но, возможно, имеется в виду удалённость территории от центра, хаотичный характер застройки или хорошее отопление в первых многоэтажках). На северо-востоке Мурома находится Штап (искажённое Штаб — на этом месте в прошлом располагались земельные участки штабских офицеров и солдат), на юге — микрорайоны Фанерный и Южный, на берегу Оки — Аул и Карачарово.

### Улицы и площади
При советской власти Муром не избежал тотального переименования улиц и изменения городской микротопонимии. До этого большинство улиц Мурома имели названия по находящимся на них храмам, некоторые носили и неофициальные названия по фамилиям наиболее известных домовладельцев. Кроме того, когда после пожара в 1805 году город стал строиться по регулярному плану, некоторые улицы стали носить названия прежних, пролегавших приблизительно в тех же местах, где и были допожарные.
Площади:

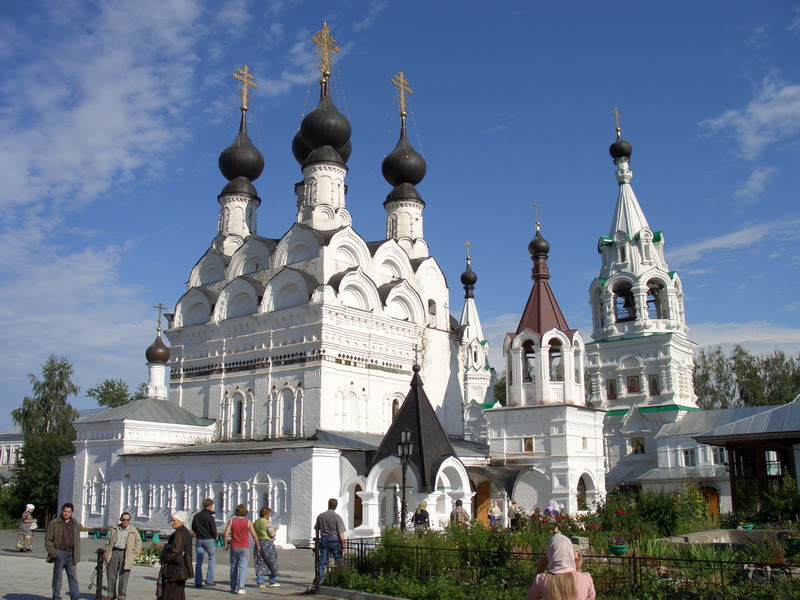
Троицкий собор женского монастыря

- Троицкая (по Троицкому женскому монастырю или Конная, по месту торга лошадьми) — ныне Крестьянина.
- Гостинодворская (Рождественская, упоминается в 1565 году) — ныне 1100-летия города Мурома.
- Сенная (Дровяная) — ныне Революции.
- площадь Прокуророва
- Вознесенская площадь
- площадь Труда

Улицы:
- Никольская (упоминается в 1566 году, названа по Николо-Зарядской церкви, остатки которой сохранились. Неофициально — Козьеречковская — названа по Козьей речке, текущей и поныне из Козьего болота, на плане Мурома 1864 года, копированном в 1889 году, носит название Миллионная) — ныне Первомайская.
- Касимовская (по Касимовской дороге) — ныне Льва Толстого.
- Прудовая (неофициальные называния — Дмитриевская и Выползова. Оба известны с 1566 года. Со вторым связана легенда об исцелении муромлян во время чумы, когда они со всего города «выползали» к кресту, находившемуся на этой улице, и исцелялись. Официальное же название дано по Жадинскому пруду, существующему и поныне) — ныне Артёма.
- Полевая — ныне Свердлова.
- Троицкая — ныне Плеханова.
- Успенская (упоминается в 1566 году) — ныне Красноармейская.
- Вознесенская (упоминается в 1637 году) — ныне Советская.
- Нижегородская (упоминается в 1769 году, по Нижегородской дороге) — ныне Воровского.
- Сретенская (неофициальное название Калачная[источник не указан 688 дней], известна с 1566 года) — ныне Карла Маркса.
- Космодамианская (упоминается в 1566 году) — ныне Мечникова.
- Спасская (упоминается в 1566 году) — ныне Лакина.
- Овражная — ныне Октябрьская.

Переулки:

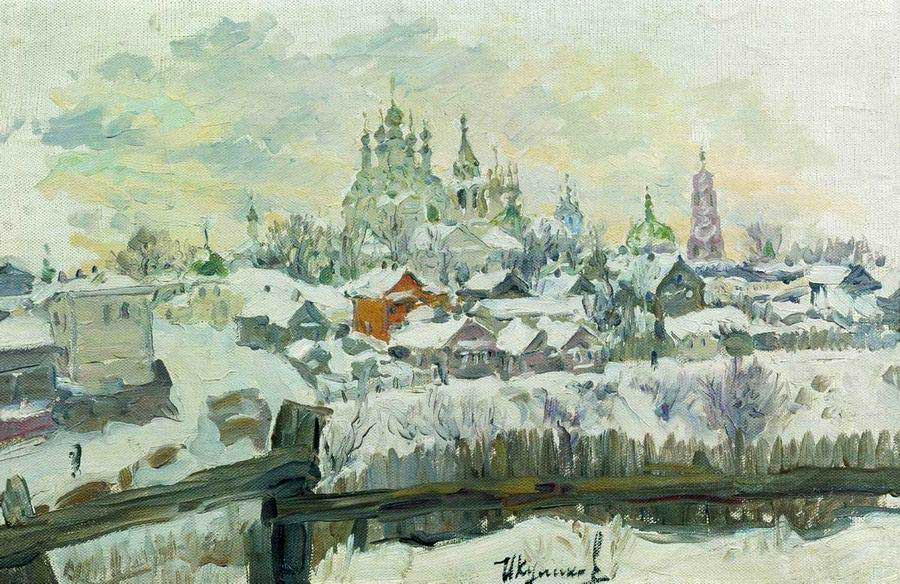
Улицы и переулки Мурома на картине И. С. Куликова

- Благовещенский — ныне Красноармейский.
- Пролётная улица (в 1769 году она называлась Наседнинский, Польский, Никольский переулок) — ныне Чулошникова.
- Щемиловка, или Николонабережный овраг — ныне съезд Чулошникова.
- Воеводская гора (название, говорящее о глубокой старине города. Ведь здесь был Кремль города, в котором после присоединения Мурома к Москве жил воевода) — ныне Окский съезд.
- Языковский (назван по домовладельцу Н. M. Языкову, жившему здесь во втором половине XIX века) — ныне Комсомольский.
- Космодамианский — ныне Губкина.
- Редкий (по Редкиной горе) — ныне Красногвардейский.
- Воскресенская улица (упоминается в 1566 году) — ныне Июльский.
- Напольная слобода — ныне Ремесленная слободка.
- Спасский (неофициально Красногорский[источник не указан 688 дней]) — ныне съезд Лакина.

## Города-побратимы
- Мост, Чехия
- Бобруйск, Беларусь (партнёрское соглашение)
- Мехико, Мексика (с 2010)

## В культуре
Андрей Вознесенский, поэма «Лонжюмо», 'авиавступление':
Ночной папироской летят телецентры за Муром.
Есть много вопросов. Давай с тобой, Время, покурим.

## Эпонимы
- Астероид (10347) Муром, открытый в 1992 году бельгийским астрономом Эриком Эльстом, назван в честь города.